# Chriodes mattus
Chriodes mattus là một loài tò vò trong họ Ichneumonidae.